# Oeonistis ceramensis
Oeonistis ceramensis är en fjärilsart som beskrevs av Vollenh. 1872. Oeonistis ceramensis ingår i släktet Oeonistis och familjen björnspinnare. Inga underarter finns listade i Catalogue of Life.